# First Strike (Computerspiel)
First Strike ist ein 2014 erschienenes Echtzeit-Strategiespiel für iOS und Android, sowie MacOS, Windows und Linux.

## Handlung
Der Spieler schlüpft in die Rolle einer atomaren Supermacht und muss versuchen, seine Gegner zu besiegen, indem er deren Territorium mit Atomangriffen zerstört.

## Spielprinzip
Als Ausgangspunkt kann der Spieler eine atomare Supermacht auswählen sowie gegen wie viele Gegner er spielen möchte. Die Wahl der Supermacht bestimmt die Stärke des Spielers bei Spielbeginn. Als USA beginnend hat der Spieler bereits zu Beginn viel Territorium und auch bereits ein gutes Waffenarsenal, der Spielstart mit Nordkorea beispielsweise gestaltet sich viel schwieriger, da dort nur ein Land und beinahe keine Waffenkenntnis vorab vorhanden sind. Die Aktionen, welche der Spieler im Spiel vornehmen kann, sind:
- Expandieren, ermöglicht es neue Länder zu annektieren und das Territorium zu vergrößern.
- Forschen, ermöglicht neue Technologien zu erlangen, wie z. B. größere Raketen mit mehr Reichweite oder mehr Platz in den Raketensilos.
- Angreifen, löst einen Raketenangriff auf ein gewähltes Ziel aus.
- Abwehren, fängt eine Rakete in der Luft ab, sobald sie genug nah am Endziel ist. Dies geht nur mit den kleinen Cruise-Raketen.

## Technik
Als Basis dient die Programmiersprache C sowie das Unity-3D-Framework.

## Entwicklung
First Strike wurde ab November 2013 von einem Projektteam innerhalb der Feinheit GmbH basierend auf einer Idee von Moritz Zumbühl und Jeremy Spillmann entwickelt. Nach der Veröffentlichung am 12. März 2014 gründete sich aus dem Projektteam von First Strike das Indie-Game-Studio Blindflug Studios AG. Das Spiel wurde in der Version 1.0 für Android und iOS Tablets auf den Markt gebracht. Erst im Update 1.1 wurde das Spiel für Smartphones mit denselben Betriebssystemen freigegeben.
Ende 2014 wurde eine Early-Access-Desktop-Version auf Humble Bundle veröffentlicht und First Strike HD startete eine Steam-Greenlight-Kampagne, die nach drei Wochen Erfolg hatte. Im Mai 2017 wurde das Spiel als First Strike: Classic auf Steam veröffentlicht.

## Rezeption
In der Fachpresse erhielt First Strike durchweg gute bis sehr gute Kritiken. Gelobt wurde das außergewöhnliche Spielprinzip, das dem Spieler immer wieder vor Augen hält, was er mit seinem atomaren Angriff auf der Welt angerichtet hat, und ihn erleben lässt, wie schnell eine Eskalation im Fall eines Atomkrieges auf dieser Welt ablaufen würde.

„London schiesst eine Atombombe in Richtung Washington. Doch die Rakete wird rechtzeitig abgefangen, und Washington jagt prompt zwei Raketen zurück. London wird komplett zerstört, der Spieler beisst sich in den Knöchel. Dann bringt er eilig eine neue Rakete in Stellung.“

„Die endgültige Zerstörung ist bombastisch inszeniert.“

„Mit dem getragenen Sounddesign und ständigen Horrormeldungen von zerstörten Grossstädten und Millionen Opfern versucht das Spiel, eine ernste Stimmung zu erzeugen. Die Kernaussauge ist: Wenn ein nuklearer Krieg beginnt, gibt es nur noch Verlierer. Um das deutlich genug zu machen, verzichtet «First Strike» auch auf strategische Optionen wie Allianzen mit anderen Ländern oder Friedensverhandlungen. Konzepte wie «Mutual Assured Destruction» gibt es hier nicht – unser nukleares Arsenal ist nicht nur abschreckend gedacht, sondern wird früher oder später eingesetzt.“

Im November gewann First Strike den Best of Swiss Apps in der Kategorie Game und gleich darauf folgte der Indie Prize Award Best Mobile Game an der Casual Connect in Amsterdam. Im November 2015 erhielt First Strike den Swiss ICT Newcomer Award 2015.